# Makói kistérség

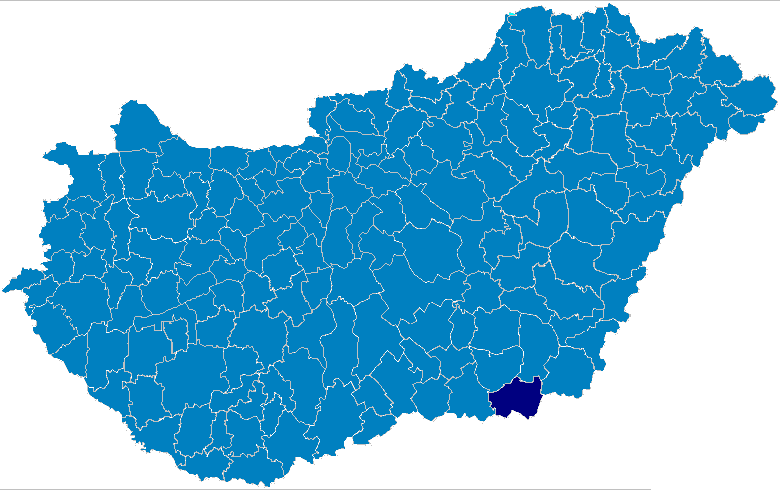

A Makói kistérség egy kistérség volt Magyarországon, Csongrád-Csanád megyében. Központi települése Makó volt, ezen kívül 1 várost – Csanádpalota – és 15 községet foglalt magába, ezek a következőek: Apátfalva, Ambrózfalva, Csanádalberti, Ferencszállás, Földeák, Királyhegyes, Kiszombor, Klárafalva, Kövegy, Magyarcsanád, Maroslele, Nagyér, Nagylak, Óföldeák és Pitvaros. Területe megegyezett a korábbi Makói járáséval, a 2013-ban újra létrejött Makói járás azonban kissé eltér tőle.

## Közlekedése

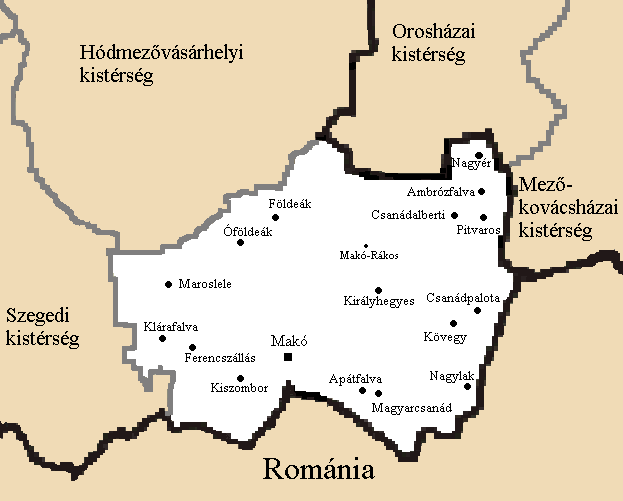
A kistérség térképe

A makói kistérség Csongrád megye délkeleti részén, a román határ mentén, a magyar-román-szerb hármashatár közvetlen közelében helyezkedett el. Áthaladt rajta a 43-as számú főútvonal (E68) (a IV. számú helsinki korridor), amely jelentős tranzitforgalmat bonyolított le. A kistérség két határátkelőhelye Nagylaknál és Kiszombornál volt található. Vasútvonala Szegeddel, Hódmezővásárhellyel és Mezőhegyessel kötötte össze. Az M43-as autópálya nyújtott megoldást a túlterhelt 43-as út gondjaira, és tehermentesítette az főút mentén fekvő összes települést.

## Fekvése
A kistérség egykori területe jellegzetes ártéri síkság. Talajai jó termőképességű csernozjomok, réti csernozjomok, kisebb részben réti öntéstalajok és réti talajok. A kistérség geotermikus energiában rendkívül gazdag, amely a mezőgazdaságban, az energiaellátásban és az idegenforgalomban egyaránt hasznosítható. Természeti értékeit nemzeti park védi: a Maros ártere és a Csanádi Puszták az 1997-ben létrehozott Körös–Maros Nemzeti Park részei. E területen él országos viszonylatban is legjelentősebb állományban Csongrád megye jelképnövénye, a vetővirág. Mindez a térség idegenforgalmi fejlődését is szolgálja, amely a természeti értékeken túl a vadászati, horgászati, lovaglási és sportolási lehetőségeken, a rendezvény-, falusi és gyógyturizmuson, az épített környezeten, valamint a Makó által nyújtott szórakozási és kikapcsolódási lehetőségeken alapul.

## Településhálózat
A kistérség középkori gyökerekkel rendelkező falvait többségében a 18–19. században tudatos telepítéspolitikával, magyar, szlovák, román, szerb lakossággal telepítették újra, és e nemzetiségi sokszínűség részben ma is megfigyelhető. A kistérség központja Makó volt, amely Csongrád-Csanád megye negyedik legnépesebb települése (2018-ban 22 500 lakos). Mellette érvényesült Szeged vonzása is, különösen a hozzá legközelebb eső Klárafalva, Ferencszállás és Kiszombor esetében. Maroslele, Földeák és Óföldeák kapcsolatai Hódmezővásárhely felé is erősek, míg a kistérség északkeleti részének települései: Csanádpalota, Csanádalberti, Pitvaros, Ambrózfalva és Nagyér Békés megyei kötődéssel rendelkeznek Tótkomlós és Mezőhegyes felé. A legnépesebb község Kiszombor (4365 lakos), a legkisebb pedig Kövegy (468 lakos).
A makói kistérség sajátos mezőgazdasági adottságai és gazdálkodási hagyományai, értékes fekvése a nemzetközi áruforgalom lehetőségeire és a vállalkozói övezet befektetéseket ösztönző széles körű kedvezményeire épülő befektetési lehetőségeket biztosított.

## Látnivalók

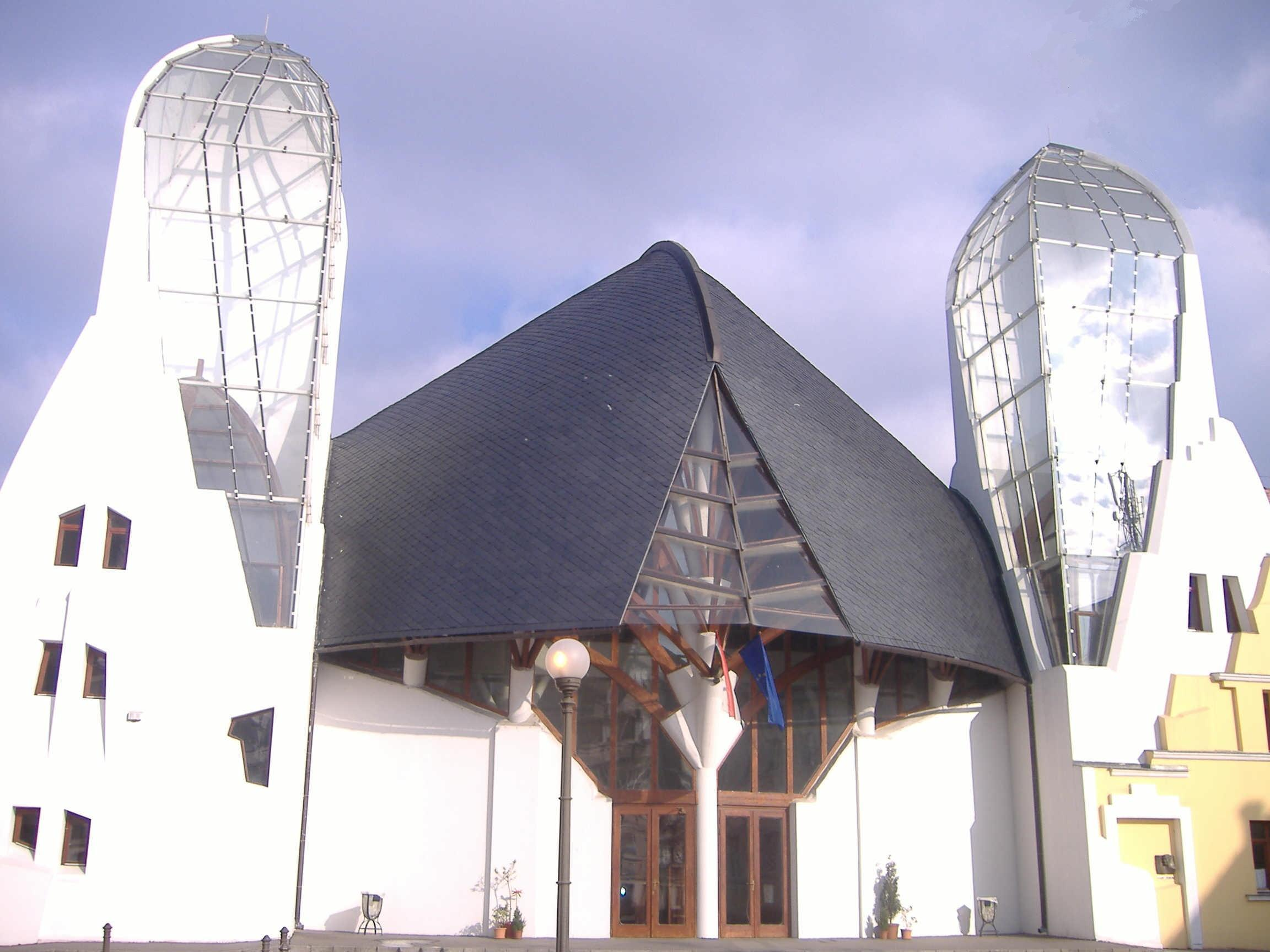
A Hagymaház Makón

### Makó nevezetességei
A város fő idegenforgalmi vonzerejét termálvize és gyógyiszapja, ártéri erdejei, eklektikus, klasszicista és barokk műemlékei, Makovecz Imre által tervezett közintézményei és a vöröshagymája alkotja.

### Más települések

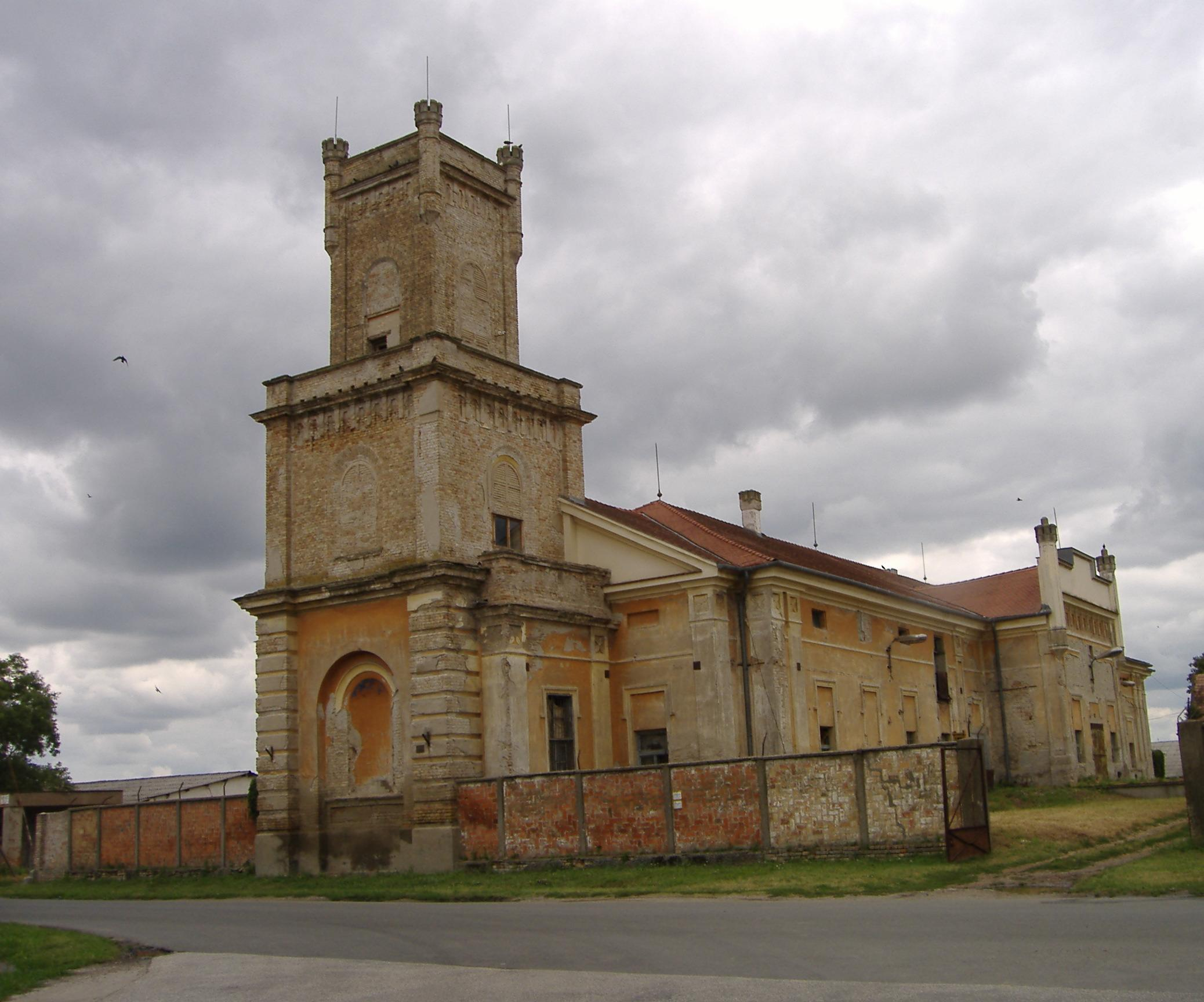
A kiszombori Rónay-kastély

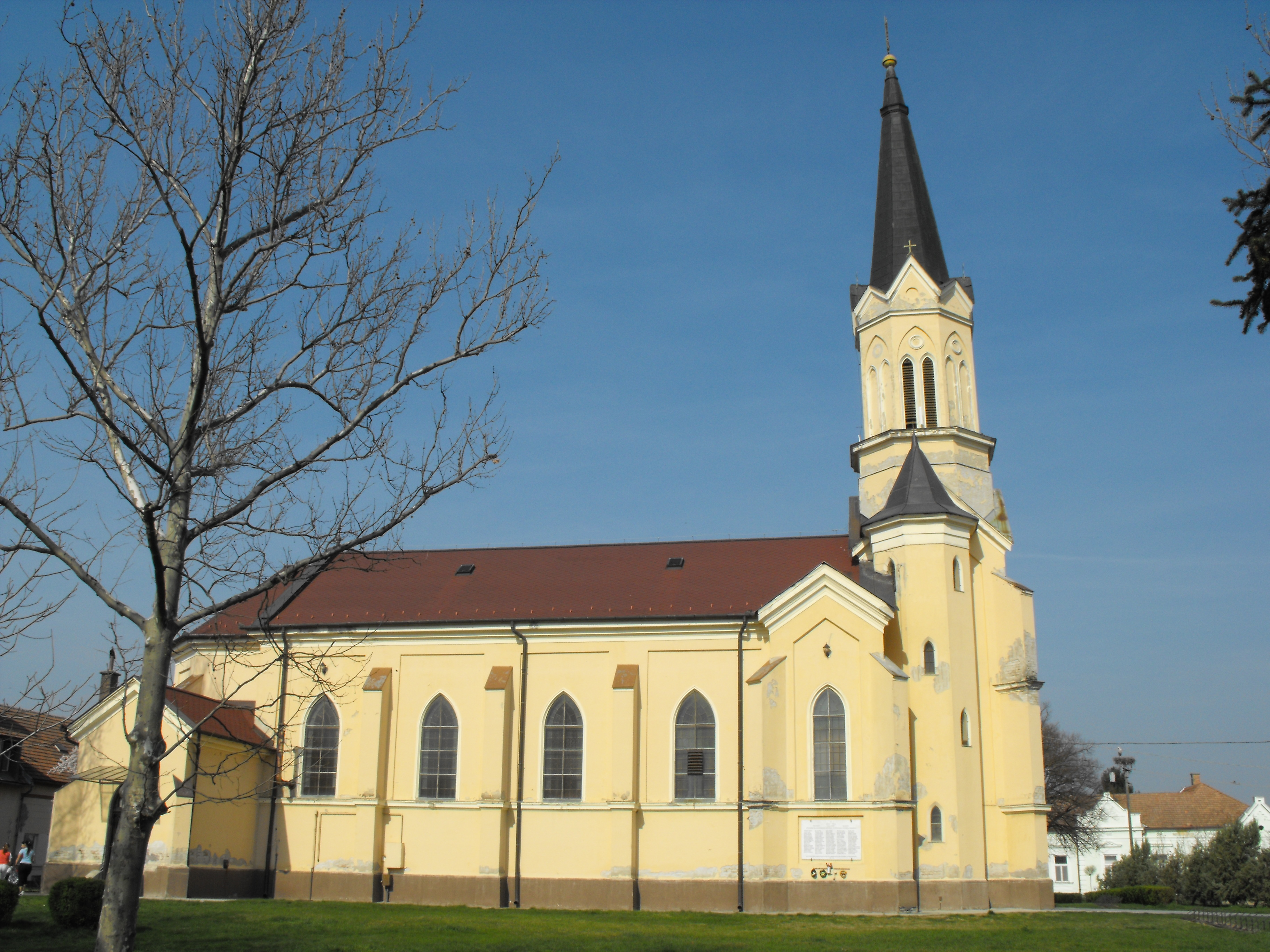
A maroslelei katolikus templom

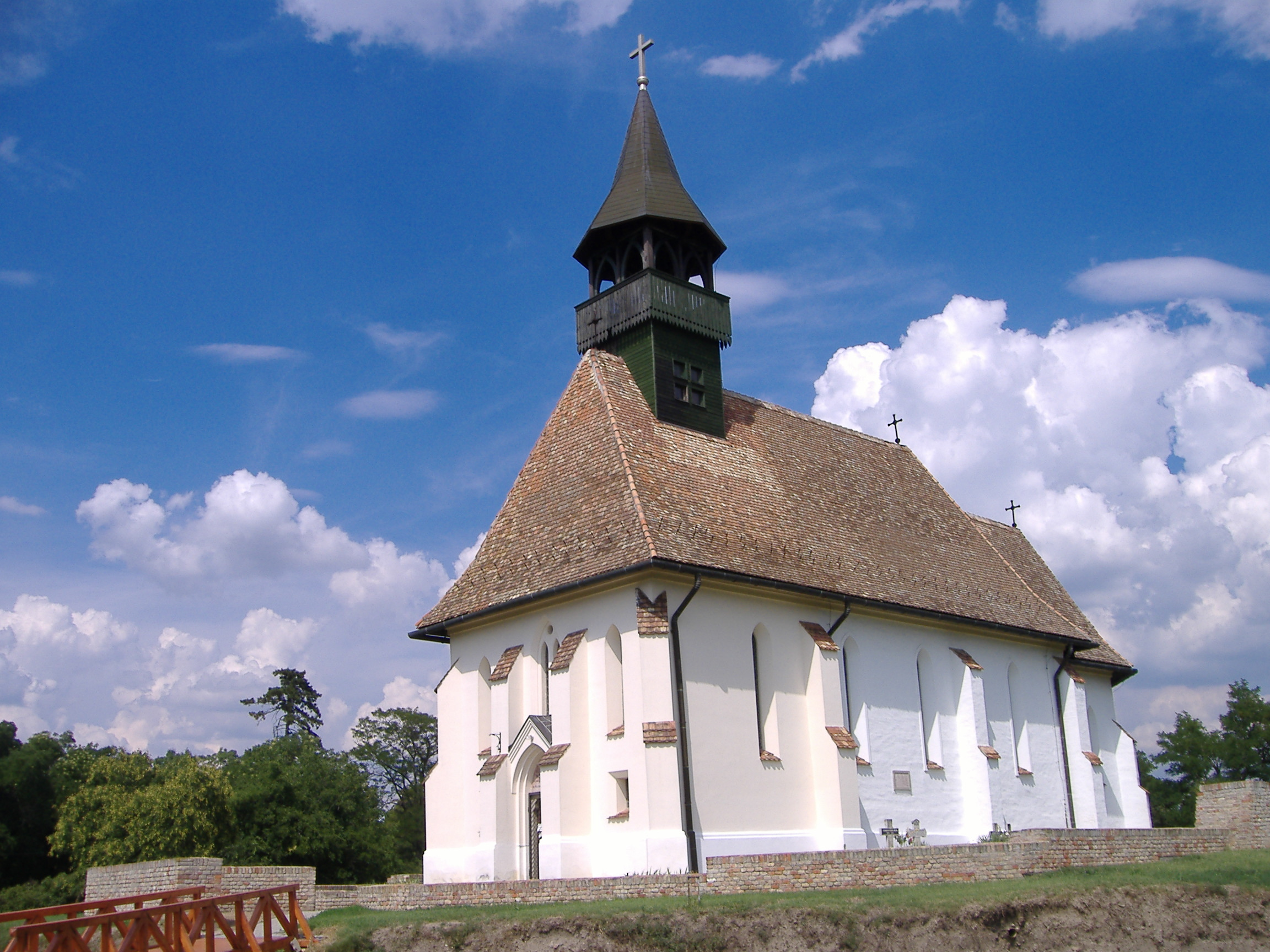
Az óföldeáki erődtemplom.

#### Apátfalva
A település fő nevezetessége a Mihály arkangyal tiszteletére emelt római katolikus templom, amelyet 1757-ben építettek. Belsejében rokokó padsor, valamint Szent István és Szent Imre szobra található. A község 1824-es látványossága a késő barokk Nepomuki Szent János szobor.

#### Ferencszállás
Ferencszálláson található Csongrád megye legfiatalabb temploma: a község római katolikus templomát 2006 decemberében szentelték fel. Az épületet a Assisi Szent Ferencnek és a Rózsafüzér Királynőjének ajánlották. A 17 méter magas kőtornyú és faszerkezetes templom terveit Földi Mihály készítette. A településen áll ezenkívül a Millenniumi Emlékmű is, amelyre az első és második világháború hősi halottjainak nevét vésték.

#### Kiszombor
Kiszomboron található egy Árpád-kori rotunda, más néven körtemplom. A faluban a Rónay család építtetett 3 kúriát, valamint egy kastélyt, melynek állapota mára igen leromlott. Ezenkívül három klasszicista stílusú magtár is található itt. Kiszombor nevezetességei közé tartozik még a római katolikus templom, a Hősi emlékmű, és a Helytörténeti Gyűjtemény. A település Nepomuki Szent Jánosnak, Szent Istvánnak, Kossuth Lajosnak és Petőfi Sándornak emelt szobrot.

#### Magyarcsanád
A településen hosszú idő óta békében élnek egymás mellett románok, szerbek, magyarok, illetve a négy felekezet tagjai. Ennek megfelelően a településen négy templom található: egy román ortodox, ami 1808-ban épült; egy szerb ortodox 1880-ból; a református templom, amelyet 1912-ben építettek; valamint egy katolikus templom amelyet 1939-ben adtak át a hívőknek. Magyarcsanád külterületén található egy értékes kunkereszt. Az emlékmű valószínűleg a 16. század elején keletkezett, és azon a helyen áll, ahol Dózsa György karóba húzatta Csáky Miklós püspököt.

#### Maroslele
Maroslelén áll egy 1901-ben épített katolikus templom. Említést érdemel a település községházája, egy-egy kőkereszt és feszület, és a könyvtár épülete. Emléktáblát helyeztek el Petőfi Sándor, Annus József, az első és második világháború áldozatainak, valamint a megvalósított gázprogram emlékére. Kopjafát állítottak a Magyar Köztársaság kikiáltásának 10. évfordulója alkalmából. A templommal harmonizál a főtéren felállított Hősök Kútjának stílusa.

#### Óföldeák
Óföldeákon található egy páratlan értékű műemlék, a Dél-Alföld egyetlen gótikus temploma, az 1400 körül épült erődtemplom.